# سایوز تی۱۰
سایوز-تی۱۰ (به روسی: Союз )(به معنای اتحاد) پنجمین مأموریت سرنشین دار سازمان فضایی شوروی به سمت ایستگاه فضایی سالیوت۷ بود. فضانوردان این ماموریت به دلیل شکست ماموریت سایوز تی۱۰آ، در بدو ورود هیچ میزبانی نداشتند و پس از چندین روز تلاش توانستند سالیوت۷ را دوباره به صورت کامل راه اندازی کنند. به دلیل برنامه ریزی های انجام شده و ماهیت این مأموریت، سایوز تی۱۰ با مأموریت های سایوز تی۱۱ و سایوز تی۱۲ در ارتباط کامل بوده است. لئونید کیزیم و ولادیمیر سولویوف توانستند در طول یک ماموریت، در مجموع ۶ پیاده روی فضایی انجام دهند که تا به امروز رقم قابل توجهی محسوب می شود.

## خدمه مأموریت
| شماره | نام              | ملیت               | تعداد پرواز | نقش عملیاتی | تصویر |
| ۱     | لئونید کیزیم     | اتحاد جماهیر شوروی | ۲           | فرمانده     |       |
| ۲     | ولادیمیر سولویوف | اتحاد جماهیر شوروی | ۱           | مهندس پرواز |       |
| ۳     | اولگ آتکوف       | اتحاد جماهیر شوروی | ۱           | محقق فضایی  |       |

## نگارخانه

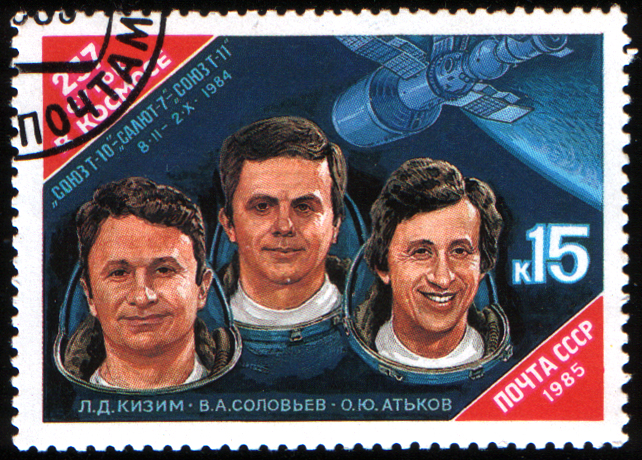
تصاویر فضانوردان سایوز تی۱۰ روی تمبر
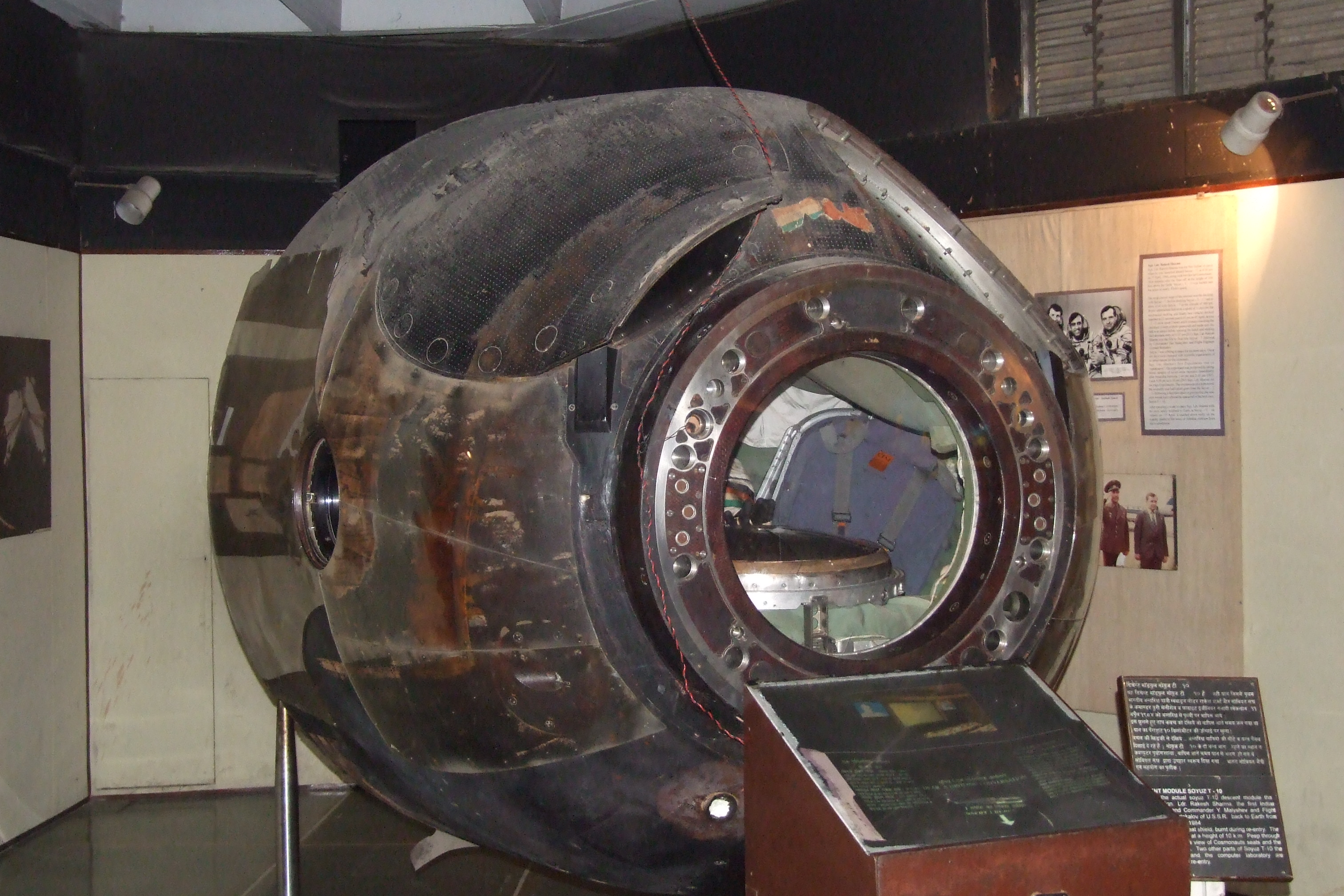
کپسول فرود سایوز تی۱۰ که در دهلی نو نگهداری می شود